# Alex Gansa

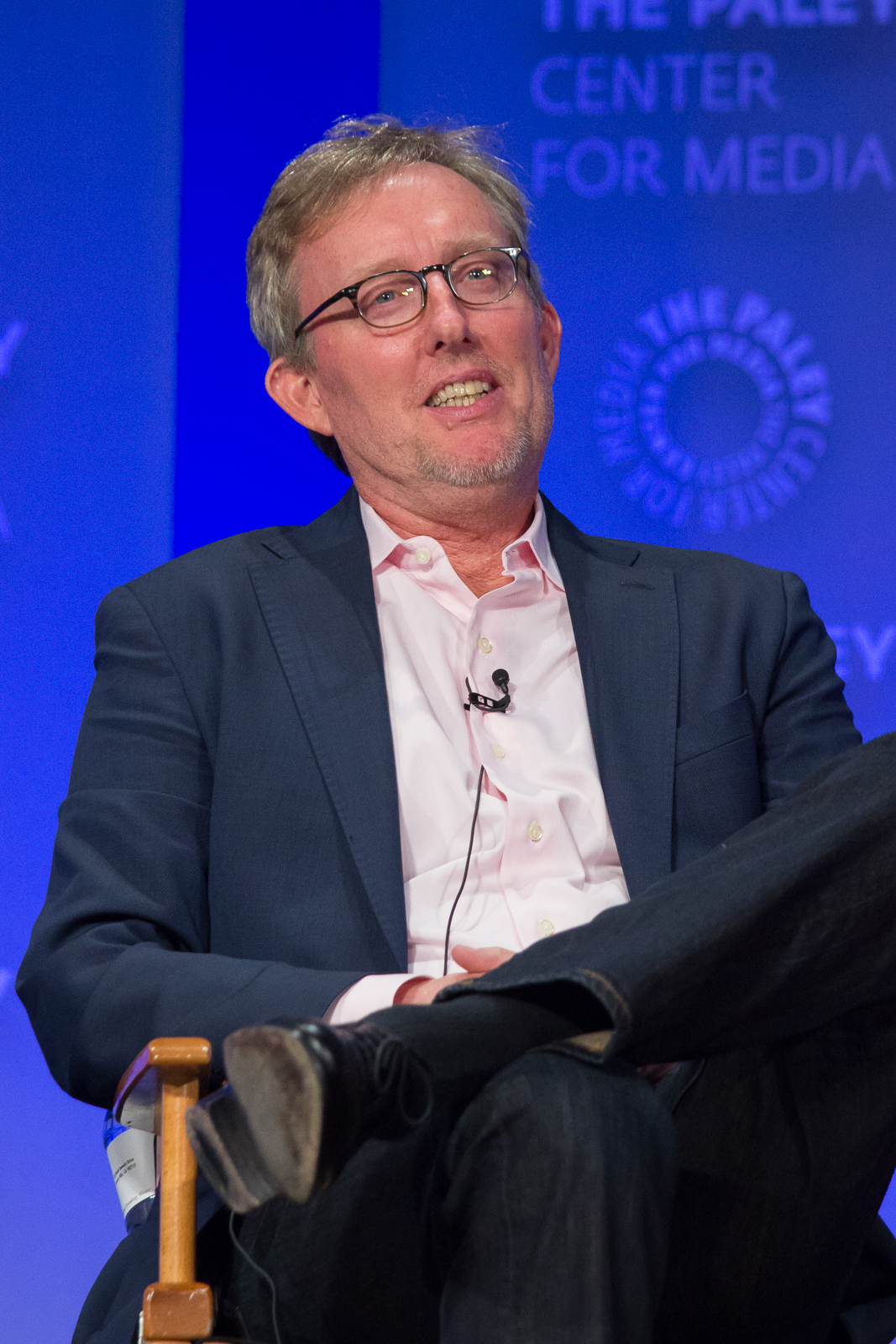
Alex Gansa (2015)

Alex Gansa ist ein US-amerikanischer Produzent und Drehbuchautor. Er war supervising producer in den ersten beiden Staffeln von Akte X.

## Tätigkeit
Gansa begann als Drehbuchautor für die Fernsehserie Spenser, für die auch Howard Gordon Drehbücher schrieb, mit dem er in den Folgejahren oft zusammenarbeitete.
Später arbeitete er als ausführender Produzent und Drehbuchautor an der kurzlebigen Serie Wolf Lake, die sich auf eine Gruppe von Werwölfen im nordwestlichen Amerika konzentriert. Gansa war u. a. auch an den Fernsehserien Numbers – Die Logik des Verbrechens und Entourage beteiligt und war Drehbuchautor und ausführender Produzent der kurzlebigen, Twin Peaks ähnelnden, Serie Maximum Bob. Zudem war er ausführender Produzent der Serie Dawson’s Creek in der dritten Staffel. Seit der siebenten Staffel war er als co-executive producer an 24 beteiligt.

### Auszeichnungen
Für seine Arbeit an der Serie Die Schöne und das Biest wurde er 1989 für einen Emmy nominiert und für seine Arbeit an Entourage für den WGA Award. 2012 wurde die von ihm und Howard Gordon produzierte Serie mit dem Emmy ausgezeichnet.

## Zusammenarbeiten
Alex Gansa arbeitete viele Jahre als Drehbuchautor mit Howard Gordon zusammen. So sind die Drehbücher von sechs Folgen der ersten Akte-X-Staffel gemeinsam geschrieben und auch eine Folge der zweiten Staffel wurde nach einem (auf einer Story von Howard Gordon basierenden) Drehbuch der beiden Autoren gedreht.
Bereits 1987 schrieben beide an der Fernsehserie Die Schöne und das Biest. Hier schrieben sie 18 Drehbücher gemeinsam. Die letzte Folge basierte wiederum auf einer Story von Gordon/Gansa und wurde von P.K. Simonds zum Drehbuch umgearbeitet. In dieser Serie arbeiteten beide auch mit George R. R. Martin zusammen. So entstanden einige Drehbücher nach gemeinsamen Storys von Alex Gansa, Howard Gordon und George R. R. Martin. Diese wurden teils von George R. R. Martin, teils vom Team Gordon/Gansa zu Drehbücher umgesetzt.
Nach einigen Jahren getrennter Wege arbeiteten Howard Gordon und Alex Gansa an 24 wieder zusammen, für die Gordon bereits etliche Drehbücher geschrieben hatte. 2010 wurde Alex Gansa von Howard Gordon in die Entwicklung von Homeland einbezogen, für die sie mehrere gemeinsame Drehbücher verfassten und die sie als ausführende Produzenten betreuten.